# تخزين الدنا للبيانات الرقمية
تخزين الدنا للبيانات الرقمية هو عملية تخزين البيانات الرقمية في تسلسلات الدنا، حيث تَستخدِم هذه التكنولوجيا دنا منتج صناعيا بواسطة آلات اصطناع قليل النوكليوتيد لتخزين البيانات الرقمية وآلات تسلسل الحمض النووي لاسترجاعها. نظام التخزين هذا أكثر كفاءة من الشريط المغناطيسي أو القرص الصلب بسبب كثافة بيانات الدنا حيث يمكن لغرام واحد من الدنا نظريا تخزين 215 بيتابايت (215 مليون جيغابايت)  وتبقى صالحة للقراءة لعدة ألفيات حتى في ظروف تخزين غير مثالية.
لكن عملية التخزين هذه بطيئة وتتطلب معرفة تسلسل الدنا أولا قبل استرجاع البيانات منه، ولذلك فإن هذه الطريقة سيتم استخدامها في المهمات التي تتطلب وصولا قليلا للبيانات مثل الأرشفة طويلة الأمد لكميات كبيرة من البيانات العلمية.